# Mastigodryas bruesi
Mastigodryas bruesi — вид змій родини полозових (Colubridae). Мешкає на Карибах. Вид названий на честь американського ентомолога Чарльза Томаса Брюса.

## Поширення і екологія
Mastigodryas bruesi мешкають на Сент-Вінсенті, Гренаді і Гренадинах, а також були інтрродуковані на 10 островів, зокрема на Барбадос. Вони живуть в мезофільних і сухих тропічних лісах. Ведуть денний спосіб життя, живляться амфібіями і ящірками. Відкладають яйця.